# Psychoda phalaenoides
Psychoda phalaenoides är en tvåvingeart som först beskrevs av Carl von Linné 1758.  Psychoda phalaenoides ingår i släktet Psychoda och familjen fjärilsmyggor. Arten är reproducerande i Sverige. Inga underarter finns listade i Catalogue of Life.